# 李继俦
李继俦（9世纪—924年1月26日），五代十国时期晋国及其后身后唐将领，是晋王李存勖（后来的后唐庄宗）的养堂兄也是受尊敬的大将李嗣昭的长子。

## 生平
李继俦生年不详，仅知其弟李继忠生于896年。父李嗣昭是晚唐大军阀河东节度使李克用的养侄，母杨氏是李嗣昭的妻子，很善于理财，故李嗣昭家变得极富。据《李继忠墓志》，李嗣昭有八子，李继俦为长子，有弟李继韬、李继忠、李繼達、李继能、李继袭、李继远、李继镕，其中李继达、李继镕生母不详，其余六人都是杨氏所生。杨夫人储存的大量钱财对李嗣昭作战有帮助，如天祐四年（907年）—五年（908年），时任晋王李克用（李克用死后由其子继承人李存勖袭爵）麾下昭义节度使的李嗣昭被李克用的主要竞争对手后梁太祖朱全忠围困于昭义军部潞州，杨夫人的财物使他得以在被围的情况下供养军队。
十九年（922年），在李存勖命令下，李嗣昭率晋军对抗张处瑾。张处瑾的父亲张文礼先前领导针对李存勖盟友赵王王镕的兵变，杀死王镕，接管赵地，死后将地盘留给张处瑾。四月，李嗣昭在与赵国叛军的一场战斗中丧生，李存勖命李嗣昭诸子护其丧车回晋都太原安葬。李继能却无视李存勖命令，聚集其父的数千昭义牙兵，拥丧车归潞州。李存勖派弟弟李存渥追赶他们，重申李存勖之命。李继能及其兄弟不但不遵李存勖之命，还想杀李存渥，李存渥逃回晋都。
当时李继俦任泽州刺史、检校司徒，应在李嗣昭死后继承军镇，也是李存勖中意的继承人。但李继俦为人懦弱，在苫庐守丧时，李继韬趁机将他软禁在其他房间，上表李存勖称士兵逼迫他为留后。李存勖面临赵国叛军、后梁和契丹帝国多线作战，只得退让，改昭义为安义以避李嗣昭讳，以李继韬为留后。
李继韬投降后梁，后梁灭亡后重归后唐，不久被庄宗诛杀。庄宗并杀李继韬二子和与李继韬同谋的李继远，命李继俦权知潞州事。李继俦占据李继韬的家室及婢女、仆人、珍玩等，纳妓妾，搜刮钱财享乐，庄宗召他还京师，他也不立即出发。李继达见状，称次兄获罪、兄弟、侄子四人被杀，而兄长却无骨肉之情如此贪淫，引以为羞，无面目见人，生不如死，于是又着缞麻丧服率麾下百骑坐于戟门号召军士一同造反，攻牙宅，派人入内斩杀李继俦，投首级于戟门内，随即也败死。此时距李继韬伏诛仅六天。
《册府元龟》载同光年间李继俦据潞州作乱被平定，误。同光二年（924年）四月据潞州作乱者为牙将杨立。